# AANAT
AANAT (англ. Aralkylamine N-acetyltransferase) – білок, який кодується однойменним геном, розташованим у людей на короткому плечі 17-ї хромосоми. Довжина поліпептидного ланцюга білка становить 207 амінокислот, а молекулярна маса — 23 344.
| 10         |  | 20         |  | 30         |  | 40         |  | 50         |
| ---------- |  | ---------- |  | ---------- |  | ---------- |  | ---------- |
| MSTQSTHPLK |  | PEAPRLPPGI |  | PESPSCQRRH |  | TLPASEFRCL |  | TPEDAVSAFE |
| IEREAFISVL |  | GVCPLYLDEI |  | RHFLTLCPEL |  | SLGWFEEGCL |  | VAFIIGSLWD |
| KERLMQESLT |  | LHRSGGHIAH |  | LHVLAVHRAF |  | RQQGRGPILL |  | WRYLHHLGSQ |
| PAVRRAALMC |  | EDALVPFYER |  | FSFHAVGPCA |  | ITVGSLTFME |  | LHCSLRGHPF |
| LRRNSGC    |  |            |  |            |  |            |  |            |

A: Аланін

C: Цистеїн

D: Аспарагінова кислота

E: Глутамінова кислота

F: Фенілаланін

G: Гліцин

H: Гістидин

I: Ізолейцин

K: Лізин

L: Лейцин

M: Метіонін

N: Аспарагін

P: Пролін

Q: Глутамін

R: Аргінін

S: Серин

T: Треонін

V: Валін

W: Триптофан

Кодований геном білок за функціями належить до трансфераз, ацилтрансфераз, фосфопротеїнів. 
Задіяний у таких біологічних процесах, як біологічні ритми, альтернативний сплайсинг. 
Локалізований у цитоплазмі.